# AIM-9X Sidewinder
AIM-9X Sidewinder – amerykański rakietowy pocisk krótkiego zasięgu klasy powietrze-powietrze, stanowiący najnowszą generacją pocisków AIM-9 Sidewinder. Pocisk zapewnia możliwość operacji zarówno dziennych jak i nocnych, odpalenia bez namierzenia celu, zwiększony zasięg wykrywania i automatycznego namierzania celów, oraz wysoką odporność na środki przeciwdziałania przeciwnika. Dzięki wyposażeniu AIM-9X w dysze o zmiennym wektorze ciągu i odpowiedni do tego celu korpus, pocisk charakteryzuje się bardzo dużą zwrotnością, umożliwiając między innymi odpalenie go do celu znajdującego się pod kątem 180°. AIM-9X Sidewinder posiada architekturę cyfrową oraz zapalnik kontaktowy, naprowadzany zaś na cel jest za pomocą nowej generacji czujnika podczerwieni, umożliwiającego samodzielne namierzenie celu i wielokrotne podchodzenie do ataku, w tym wykonywanie ataków pozorowanych. Pierwszego odpalenia pocisku w powietrzu do latającego celu dokonano 25 maja 1999 roku. Nosicielem był samolot F/A-18C z dywizjonu VX-9 a zniszczonym celem bezzałogowy QF-4.

## Wideo
AIM-9X Sidewinder trial. Testowe przechwycenie celu pod kątem 180°